# Efectos del cambio climático en los océanos

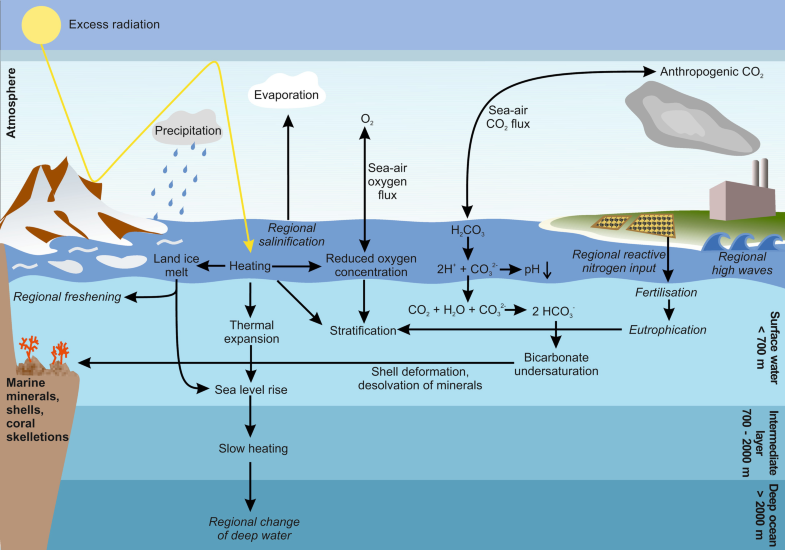
Panorama general del efecto de los cambios climáticos en el océano. Los efectos regionales se muestran en cursiva.

Existen múltiples efectos del cambio climático en los océanos. Uno de los principales es el aumento de la temperatura, que a su vez contribuye al aumento del nivel del mar y a que ocurran olas de calor marinas con mayor frecuencia. Otros efectos incluyen la acidificación de los océanos, la disminución del hielo marino, el aumento de la estratificación de los océanos y la reducción de los niveles de oxígeno. Otro efecto importante son cambios en las corrientes oceánicas, incluido el debilitamiento de la circulación meridional del Atlántico. Todos estos cambios desencadenan a su vez efectos en los ecosistemas marinos.  La principal causa de estos efectos es el cambio climático provocado por las emisiones humanas de gases de efecto invernadero, como el dióxido de carbono y el metano. El calentamiento de los océanos ocurre principalmente porque el océano está absorbiendo la mayor parte del calor adicional en el sistema climático. El océano absorbe también parte del dióxido de carbono extra de la atmósfera, lo cual provoca una disminución en el pH o acidificación de los océanos.Los científicos estiman que el océano ha absorbido alrededor del 25% de todas las emisiones de CO2 emitidas por nuestras sociedades.
La estratificación del océano ocurre naturalmente debido a cambios de densidad en el agua causados principalmente por diferencias en temperatura o salinidad. Debido a que el calentamiento proviene principalmente de la atmósfera, la capa superficial del océano recibe más calor, lo cual reduce su densidad e incrementa la separación con las capas de agua más profundas. La estratificación aumenta a medida que la superficie del océano se calienta debido al aumento de la temperatura del aire. : 471  Esto produce una reducción en la circulación e intercambio con capas de agua más frías y profundas, resultando en la reducción de la capacidad del océano para absorber calor. Por lo tanto, el calor que no es absorbido por el océano irá a la atmósfera y a la tierra, resultando también en un incremento en la cantidad de energía disponible para ciclones tropicales y otras tormentas. Otro efecto del aumento en la estratificación es la disminución del transporte de nutrientes desde el fondo marino hacia la superficie. Éstos nutrientes sustentan la producción primaria y por ende a los ecosistemas marinos, por lo que un océano más estratificado tiene menor capacidad para almacenar carbono.
Otro efecto es la disminución de los niveles de oxígeno en los océanos pues es menos soluble en el agua a medida que aumenta la temperatura. Como resultado, una parte del oxígeno en los océanos pasa a la atmósfera. Una mayor estratificación también puede reducir el suministro de oxígeno desde las aguas superficiales a aguas más profundas, reduciendo aún más el contenido de oxígeno en el agua. Observaciones recientes indican que el océano ya ha estado perdiendo oxígeno y zonas con bajos niveles de oxígeno se están expandiendo en todo el mundo. : 471 
Éstos cambios provocan daños en los ecosistemas marinos y pueden acelerar la exitinción de especies o causar explosiones demográficas en ciertas poblaciones, alterando así la distribución de especies. Esto a su vez afecta la industria pesquera y el turismo. El aumento en las temperaturas marinas también tiene impactos negativos en distintos ecosistemas marinos, como los arrecifes de coral. Los corales de arrecifes tropicales son altamente sensibles a los aumentos de temperatura, tal que aún pequeños aumentos de temperatura pueden tener un impacto significativo, produciendo blanqueamiento de coral y en casos más severos mortalidad masiva de corales. La acidificaciónd el océano y el aumento de la temperatura también afectará la productividad y distribución de especies en el océano, afectando pesquerías y alterando los ecosistemas marinos. La pérdida de hielo marino en los polos impactará de forma severa a muchas especies polares que dependen de él. La interacción entre muchos de los efectos del cambio climático puede incrementar la presión en el sistema climático y los ecosistemas marinos.

## Cambios debido al aumento de los niveles de gases de efecto invernadero

La mayor parte del exceso de calor debido al calentamiento global es absorbido por los océanos, penetrando hasta las zonas más profundas.

Energía (calor) agregada a distintos componentes del sistema climático debido al calentamiento global (datos de 2007).

Actualmente (2020), la concentración de dióxido de carbono (CO2) en la atmósfera es de más de 410 partes por millón (ppm), casi un 50% más alta que los niveles preindustriales. Estos niveles, así como su acelerado aumento, no tienen precedentes en los 55 millones de años del registro geológico.Está claramente establecido que este exceso CO2 tiene un origen humano, resultado de una combinación de emisiones por quema de combustibles fósiles, emisiones industriales y de cambio de uso de suelo.La idea de que el océano funciona como un importante sumidero de CO2 antropogénico se ha debatido en la literatura científica al menos desde finales de los años cincuenta. Varias pruebas apuntan a que el océano absorbe aproximadamente una cuarta parte del total de las emisiones antropogénicas de CO2.

Los reportes del Panel Intergubernamental de Cambio Climático de 2019 indican que:
Es prácticamente seguro que el océano global se ha calentado sin cesar desde 1970 y ha absorbido más del 90% del exceso de calor en el sistema climático [...]. Desde 1993, la tasa de calentamiento de los océanos se ha más que duplicado [...]. Es muy probable que las olas de calor marinas hayan duplicado su frecuencia desde 1982 y estén aumentando en intensidad [...]. Al absorber más CO2, el océano ha sufrido una acidificación superficial cada vez mayor [...]. Se ha producido una pérdida de oxígeno desde la superficie hasta los 1000 m de profundidad [...]. — Informe especial del IPCC sobre el océano y la criosfera en un clima cambiante (2019), : 9 

### Aumento de la temperatura del océano

Las temperaturas de la superficie terrestre han aumentado más rápido que las temperaturas del océano, ya que el océano absorbe alrededor del 92% del exceso de calor generado por el cambio climático. Gráfico con datos de la NASA que muestra cómo han cambiado las temperaturas del aire en la superficie terrestre y marina en comparación con respecto a niveles preindustriales.

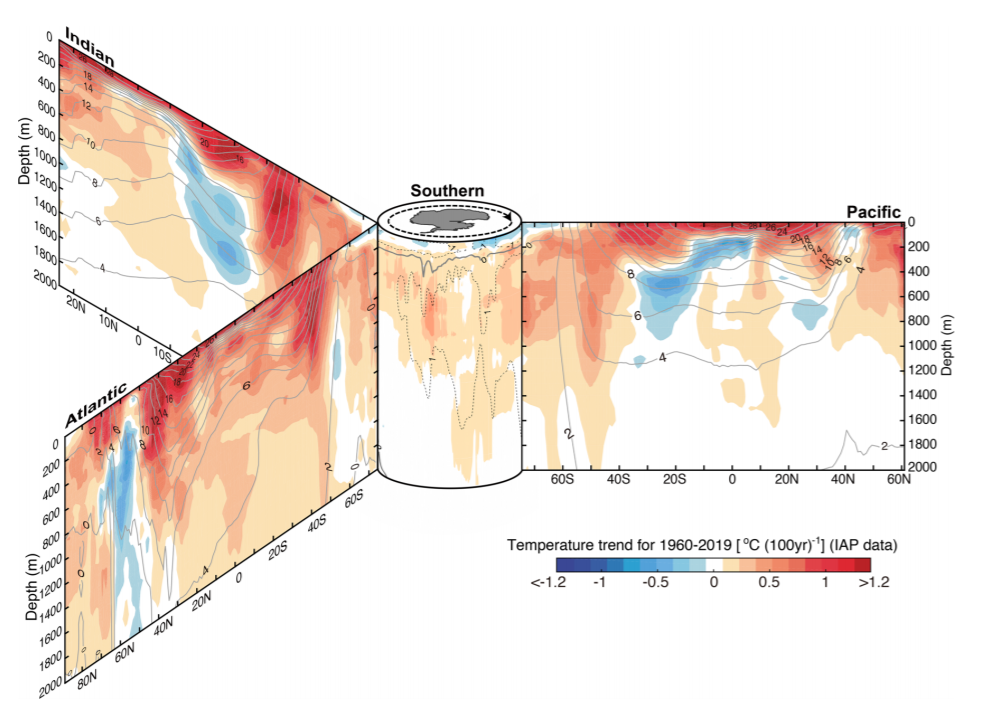
Ilustración de los cambios de temperatura observados entre 1960 y 2019 en cada océano, comenzando en el Océano Austral alrededor de la Antártida.

Es un hecho que el océano se está calentando como resultado del cambio climático y que el ritmo de calentamiento está aumentando. : 9 Las temperaturas más cálidas en el océano a nivel global fueron registradas en 2022,lo cual fue determinado con las mediciones de contenido de calor en el océano, que superaron el máximo anterior de 2021. El aumento constante de la temperatura de los océanos es un resultado inevitable del desequilibrio energético de la Tierra, causado principalmente por el aumento de los niveles de gases de efecto invernadero. Entre la época preindustrial y la década 2011-2020, la superficie del océano se ha calentado entre 0.68 y 1.01 °C. : 1214 
La mayor parte del aumento de calor del océano ha ocurrido en el Océano Austral. Por ejemplo, entre los años 1950 y 1980, la temperatura del Océano Antártico Austral aumentó alrededor de 0.17 °C (0.31 °F), casi el doble de la tasa del océano global.
La tasa de calentamiento varía con la profundidad. La parte superior del océano (por encima de los 700 m) es la que se está calentando más rápidamente. A una profundidad de mil metros, el calentamiento se produce a un ritmo de casi 0.4 °C por siglo (datos de 1981 a 2019). En las zonas más profundas del océano (a nivel global), a 2,000 metros de profundidad, el calentamiento ha sido de alrededor del 0.1 °C por siglo. El patrón de calentamiento es diferente en el Océano Antártico (a 55°S), donde el calentamiento más alto (0.3 °C por siglo) se ha observado a una profundidad de 4500 m. : Figure 5.4 

#### Contenido de calor del océano
La temperatura del océano varía de un lugar a otro: las temperaturas son más altas cerca del ecuador y más bajas en los polos. En consecuencia, para cuantificar el calentamiento de los océanos es más apropriado medir los cambios en el calor total contenido en los océanos. Ésta métrica indica que la absorción de calor aumentó entre 1993 y 2017 en comparación con el período 1969-1993. : 457 
El contenido de calor en el océano es la energía absorbida y almacenada por los océanos y para calcularlo se requiere medir la temperatura en diversas ubicaciones y profundidades. El cálculo del contenido total de calor en los océanos resulta de integrar dichas mediciones para cada cuenca oceánica. Así, se ha podido concluir que entre 1971 y 2018, el aumento del contenido de calor en los océanos representa más del 90% del exceso de energía térmica de la Tierra debido al calentamiento global. La causa principal de ello es el aumento en emisiones de gases de efecto invernadero por actividades humanas. Hasta el año 2020, alrededor de un tercio de la energía absorbida se ha propagado a profundidades mauores a los 700 metros y en el 2023, las temperaturas del océano alcanzaron niveles máximos superando el récord registrado en 2022. Las cinco observaciones más altas de contenido de calor a profundidades de hasta 2,000 metros fueron registradas entre 2019 y 2023. En este periodo se registraron las mediciones más altas de calor en el Pacífico Norte, el Atlántico Norte, el Mediterráneo y el Océano Austral en más de sesenta años de mediciones.
El agua oceánica puede absorber una gran cantidad de energía debido a su alta capacidad calorífica en comparación con los gases atmosféricos. Debido a ello, la capa superficial del océano contiene mayor energía térmica que toda la atmósfera terrestre. Las mediciones de temperatura en los océanos se han llevado a cabo de forma sistémica desde antres de 1960 y desde el año 2000, una red de aproximadamente 4,000 robots Argo han medido los cambios de temperatura para estimar los cambios en contenido de calor. Con éstas mejoras en las observaciones se ha estimado que el contenido de calor en el océano superficial ha aumentado a un ritmo acelerado, incrementando alrededor de 0.58 ±0.08 W/m2 entre 2003 y 2018.
Cambios climáticos vs. pesquerías
En cada región oceánica, para conocer el futuro de sus pesquerías, es necesario comenzar revisando la bibliografía científica nacional de los últimos 100 años sobre los efectos de los cíclicos cambios climáticos (enfriamiento/calentamiento) en las capturas de sus especies objetivo. Y, para las proyecciones a escala multidecadal: "es esencial considerar, junto con los efectos antropogénicos, la influencia demostrada de la actividad solar y el forzamiento de aerosoles volcánicos, aplicando modelos matemáticos basados en reconstrucciones históricas de al menos 100 años, incluyendo las variables oceanográficas disponibles en la columna de agua y múltiples actividades humanas"